# Burmeistera mutisiana
Burmeistera mutisiana är en klockväxtart som först beskrevs av Carl Sigismund Kunth, och fick sitt nu gällande namn av Franz Elfried Wimmer. Burmeistera mutisiana ingår i släktet Burmeistera och familjen klockväxter.
Artens utbredningsområde är Colombia. Inga underarter finns listade i Catalogue of Life.